# 大川平三郎 (フェンシング選手)
大川 平三郎（おおかわ へいざぶろう、Heizaburo Okawa、1939年〈昭和14年〉12月2日 - ）は、日本のフェンシング選手。1960年、1964年、1968年の夏季オリンピックに出場した。

## 経歴
中央大学卒業。2006年6月に引退するまで、カリフォルニア州立大学フラートン校でフェンシングを教え、指導していた。